# Melfort
Melfort es una ciudad canadiense situada en la provincia de Saskatchewan.

## Superficie
Melfort tiene una superficie de 14,73 km².

## Demografía
En 2021, tenía 5955 habitantes, una densidad poblacional de 404,2 hab./km², y 2788 viviendas.